# قائمة آيات العهد الجديد المحذوفة
هذه قائمة بآيات من العهد الجديد من الكتاب المقدس موجودة في نسخة الملك جيمس لكنها ليست موجودة في معظم ترجمات الكتاب المقدس الإنكليزية الحديثة التي أكملت بعد 1881 والتي تعتمد على أقدم المخطوطات. يعتقد معظم علماء النقد النصي هذه الآيات دخيلة مضافة، لكي يؤمن البعض بأصليتها. بقيت أرقام هذه الآيات المحذوفة في الترجمات التي حذفتها. ويلاحظ أنه بالإضافة إلى حذف آيات كاملة هناك كلمات وعبارات كثيرة محذوفة في الترجمات الحديثة ليست في هذه المقالة مثل الفاصلة اليوحناوية.
يقول عالم الكتاب بارت إهرمان إن بعض أشهر الآيات لم تكن من النص الأصلي للعهد الجديد: «توجد إضافات النساخ غالبا في مخطوطات العصور الوسطى المتأخرة، لكن لا توجد في مخطوطات القرون السابقة». ولأن نسخة الملك جيمس للكتاب اعتمدت على مخطوطات متأخرة أصبحت هذه الآيات «جزءا من تراث الكتاب المقدس في البلاد الإنكليزية اللغة.» 

## قائمة آيات الكتاب المقدس المحذوفة في النسخة العالمية الجديدة
معنى محذوفة هنا أن رقم الآية معدود في النص لكن نصها محذوف من النص. هذه الآيات لا توجد في نص النسخة العالمية الجديدة لكن قد توجد في الهامش. تتفق النسخة العالمية الجديدة للكتاب المقدس عامة مع طبعة نستله ألاند للعهد الجديد اليوناني وتحيل هذه الآيات إلى الحاشية.

### متى 17: 21
وَأَمَّا هذَا الْجِنْسُ فَلاَ يَخْرُجُ إِلاَّ بِالصَّلاَةِ وَالصَّوْمِ

### متى 18: 11
لأَنَّ ابْنَ الإِنْسَانِ قَدْ جَاءَ لِكَيْ يُخَلِّصَ مَا قَدْ هَلَكَ

#### السبب
حسب بروس متزجر «من الواضح أن النساخ استعاروها من لوقا 19 : 10»

### متى 23: 14
وَيْلٌ لَكُمْ أَيُّهَا الْكَتَبَةُ وَالْفَرِّيسِيُّونَ الْمُرَاؤُونَ! لأَنَّكُمْ تَأْكُلُونَ بُيُوتَ الأَرَامِلِ، ولِعِلَّةٍ تُطِيلُونَ صَلَوَاتِكُمْ. لِذلِكَ تَأْخُذُونَ دَيْنُونَةً أَعْظَمَ

### مرقس 7: 16
إِنْ كَانَ لأَحَدٍ أُذْنَانِ لِلسَّمْعِ، فَلْيَسْمَعْ

### مرقس 9: 44 ومرقس 9: 46
حَيْثُ دُودُهُمْ لاَ يَمُوتُ وَالنَّارُ لاَ تُطْفَأُ.

### مرقس 11: 26
وَإِنْ لَمْ تَغْفِرُوا أَنْتُمْ لاَ يَغْفِرْ أَبُوكُمُ الَّذِي فِي السَّمَاوَاتِ أَيْضًا زَلاَتِكُمْ

### مرقس 14: 28
وَلكِنْ بَعْدَ قِيَامِي أَسْبِقُكُمْ إِلَى الْجَلِيلِ

### لوقا 17: 36
يَكُونُ اثْنَانِ فِي الْحَقْلِ، فَيُؤْخَذُ الْوَاحِدُ وَيُتْرَكُ الآخَرُ

### لوقا 23: 17
وَكَانَ مُضْطَرًّا أَنْ يُطْلِقَ لَهُمْ كُلَّ عِيدٍ وَاحِدًا

### يوحنا 5: 4
لأَنَّ مَلاَكًا كَانَ يَنْزِلُ أَحْيَانًا فِي الْبِرْكَةِ وَيُحَرِّكُ الْمَاءَ. فَمَنْ نَزَلَ أَوَّلاً بَعْدَ تَحْرِيكِ الْمَاءِ كَانَ يَبْرَأُ مِنْ أَيِّ مَرَضٍ اعْتَرَاهُ

### الأعمال 8: 17
حِينَئِذٍ وَضَعَا الأَيَادِيَ عَلَيْهِمْ فَقَبِلُوا الرُّوحَ الْقُدُسَ

### الأعمال 15: 34
وَلكِنَّ سِيلاَ رَأَى أَنْ يَلْبَثَ هُنَاكَ

### الأعمال 24: 7
فَأَقْبَلَ لِيسِيَاسُ الأَمِيرُ بِعُنْفٍ شَدِيدٍ وَأَخَذَهُ مِنْ بَيْنِ أَيْدِينَا

### الأعمال 28: 29
وَلَمَّا قَالَ هذَا مَضَى الْيَهُودُ وَلَهُمْ مُبَاحَثَةٌ كَثِيرَةٌ فِيمَا بَيْنَهُمْ

### رسالة رومية 16: 24
نِعْمَةُ رَبِّنَا يَسُوعَ الْمَسِيحِ مَعَ جَمِيعِكُمْ. آمِينَ